# Kura-Tsetse
Kura-Tsetse (del ruso: Кура-Цеце) es un jútor del ókrug urbano de Goriachi Kliuch del krai de Krasnodar, en las estribaciones noroccidentales del Cáucaso, en Rusia. Está situado en la cabecera del río Kura-Tsetse, constituyente del río Tsetse, afluente del río Pshish, que lo es del río Kubán, 23 km al sudeste de Goriachi Kliuch, y 68 km al sureste de Krasnodar. Tenía 164 habitantes en 2010.
Pertenece al municipio Kutaiski.

## Historia
Recibió la inmigración de griegos pónticos que emigraron por las persecuciones en el Imperio otomano a finales del siglo XIX y principios del XX.